# Kippe (gehucht)
Kippe, ook De Kippe genoemd, is een gehucht in Merkem, een deelgemeente van Houthulst in de Belgische provincie West-Vlaanderen. Het gehucht ligt aan de kruising van de weg Merkem-Houthulst en de N369 (Ieper-Leffinge).

## Slag bij De Kippe
Tijdens de Eerste Wereldoorlog lag bij Kippe een steunpunt van het Belgische leger dat op 17 april 1918 werd aangevallen door het Duitse leger. Het steunpunt werd bemand door de 9de infanteriedivisie (onderdeel van de 3e Legerdivisie onder leiding van generaal Jacques) en kwam om 07.15 uur onder zwaar Duits artillerievuur te liggen. Een half uur later werd de stormaanval ingezet door de 6e Beierse Legerdivisie. Artilleriesteun kwam er pas tegen 08.05 uur toen de positie al in Duitse handen was. De tegenaanval werd ingezet om 09.45 en om 12.30 was het steunpunt terug in Belgische handen. 's Avonds werd de positie terug zwaar bestookt door de Duitse artillerie maar een nieuwe aanval werd afgehouden door artilleriesteun.

## Herdenkingsmonumenten
- Naamsteen De Kippe: Herdenkingssteen opgericht in 1987 door de Provincie West Vlaanderen ter herinnering aan de gevechten die hier plaats vonden op 17 april 1918.[2]